# Участок побережья Азовского моря
Участок побережья Азовского моря — часть Приазовского национального природного парка (с 2010), палеонтологический памятник природы местного значения (1984-2010), расположенный на территории Бердянского района (Запорожская область, Украина). Заказник создан 25 мая 1984 года. Площадь — 5 га. Управляющая организация заказника — Бердянское лесное хозяйство.

## История
Был создан решением Запорожского облисполкома от 25 мая 1984 года №200. Вошёл в состав Приазовского национального природного парка — заповедной зоны, созданного 10 февраля 2010 года согласно указу Президента Украины Виктора Ющенко.

## Описание
Занимает участок береговой линии Азовского моря юго-западнее от села Азовское (Луначарское). Береговая линия разленена балками, в частности Каменной.
Заказник создан с целью охраны, сохранения, возобновления и рационального использования природных комплексов северо-западного побережья Азовского моря: побережья Азовском море. Нет охранных знаков и аншлагов.
Здесь были обнаружены палеонтологические находки, например, в 1940 году скелет южного мамонта в одном из сдвигов террасы береговой линии во время школьной экскурсии во главе с Огульчанским А. Я. В августе 1941 года краеведческим музеем Бердянска были организованы раскопки. Ныне скелет хранится в Зоологическом музей Зоологического института РАН, где как экспонат был представлен в 1945 году.

## Природа
Негативное влияние на естественное состояние природных комплексов оказывают чрезмерный выпас скота, распахивание склонов, рекреация, сбор цветов и выкапывание луковиц.
Растительность представлена тыпчаково-ковылевой степью. Здесь растёт ковыль Лессинга (Stipa lessinga), занесенная в Красную книгу Украины.